# 両
【両】 — китайський ієрогліф. Один з 996 ієрогліфів, обов'язкових для вивчення в японській початковій школі.Дуже часто використовується на письмі в японській мові. Традиційний варіант: 兩. Інший спрощений варіант: 两.

## Значення
1. два, двоє, обидва.
2. ставити поряд; стояти поряд.
3. порівнювати.
4. зводити разом.
5. прикрашати.
6. одиниця вимірювання довжини (лян).
7. одиниця вимірювання ваги:
1) (кит.) лян.
2) (яп.) рьо.
8. військовий загін з 25 чоловік (в системі п'ятірок).
9. рахунковий суфікс для возів та колісниць.
10. одиниця валюти:
1) (кит.) лян.
2) (яп.) рьо.

Ключ: 1 (一 + 5);  Кількість рисок: 6.
Введення ієрогліфа методом цанзє: 一山月 (MUB); . .

## Прочитання
| Китайська         |                   |                   |                   |                 |                 |
| Мандаринська мова | Мандаринська мова | Мандаринська мова | Мандаринська мова | Кантонська мова | Кантонська мова |
| чжуїнь            | піньїнь           | Вейд-Джайлз       | кирилиця          | ютпхін          | Єль             |
| ㄌㄧㄤˇ           | liǎng (liang3)    | liang3            | лян               | loeng2          | leung5          |

| Корейська |         |               |              |       |          |
|           | хангиль | стара латинка | нова латинка | Єль   | кирилиця |
| Звук:     | 량      | ryang         | ryang        | lyang | рян      |
| Назва:    | 둘      | tul           | dul          | twul  | туль     |

| Японська |           |           |           |
|          | кана      | латинка   | кирилиця  |
| Он:      | りょう    | ryō       | рьō       |
| Кун:     | ふたつ    | futatsu   | футацу    |
| Ім'я:    | ふる もろ | furu moro | фуру моро |